# U 107 (Kriegsmarine)

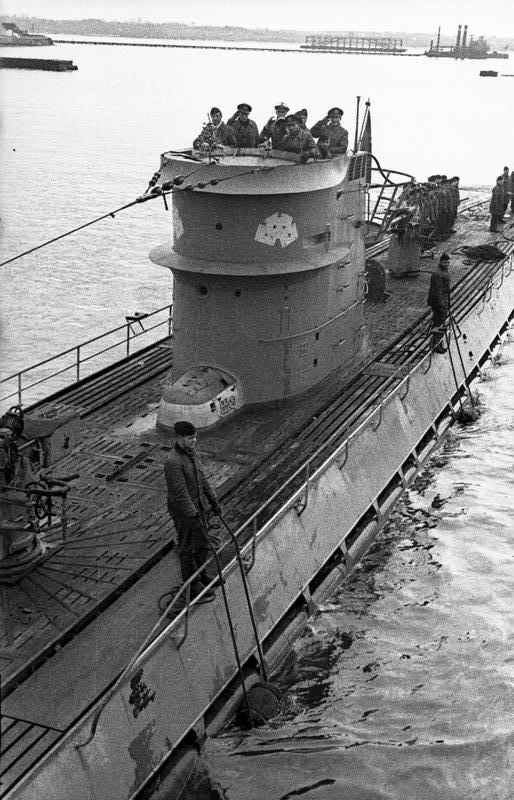
De U 107 in de haven van Lorient, november 1941

De U 107 was een Type IXB U-boot van de Kriegsmarine tijdens de Tweede Wereldoorlog. Hij werd besteld op 24 mei 1938 en op 6 december 1939 werd de kiel gelegd op de scheepswerf van AG Weser, Bremen (Werk 970). De tewaterlating gebeurde op 2 juli 1940 en op 8 oktober 1940 werd hij in actieve dienst geplaatst. De eerste bevelhebber was Kapitänleutnant Günter Hessler.

## Geschiedenis
De U 107, onder bevel van Günter Hessler, vertrok uit Lorient, Frankrijk, omstreeks 19:30 op 29 maart 1941, vanuit deze Bretonse basis, voor een van de meest succesvolle patrouilles. De U 107 vertrok samen met de U 94, onder commando van Kapitänleutnant Herbert Kuppisch. Samen voeren ze zuidwaarts. Hun operatiegebied was in de buurt van de Canarische Eilanden en de omgeving van Freetown. Daar bracht de U 107 veertien schepen tot zinken met een totaal tonnage van 86.699 ton. Het eerste slachtoffer was het Britse vrachtschip SS Eskdene, dat getroffen werd door twee torpedo's en daarna werd stukgeschoten door 104 granaten met het dekkanon. Het grootste schip dat tot zinken werd gebracht tijdens deze patrouille, was het Britse vrachtschip Calchas van 10.305 ton. Op 1 juni 1941 bracht de U 107 het Britse vrachtschip Alfred Jones van 5.013 ton tot zinken doordat die op zijn eerder gelegde zeemijn liep.
Op 3 en 4 mei werd de U 107 samen met de U 105 bijgebunkerd door het Duitse ondersteuningsschip Nordmark. Vijf dagen later nam de U 107 veertien torpedo's, voorraden en drinkwater in van het ondersteuningsschip Egerland. De U 107 keerde na deze succesvolle missie terug naar Lorient op 2 juli 1941.
Kapitein-luitenant-ter-zee Hessler was in november 1937 getrouwd met Ursula, de dochter van admiraal Dönitz. Toen was Hessler nog bij de torpedobotendienst, maar in april 1940 trad hij toe bij de U-bootdienst. Omdat Hessler zijn schoonzoon was, had Dönitz moeite met het verlenen van het Ridderkruis, maar groot-admiraal Raeder ondertekende de huldigingsakte.

## Snorkel-U-boot
De U 107 was een van de eerste U-boten die was uitgerust met onderwater-snorkelapparatuur, en voer met deze, voor de Duitsers nieuwe, uitrusting uit in mei 1944. De U-boten konden nu langer onder water blijven doordat ze lucht innamen via deze snorkels en tevens hun dieselmotoren laten draaien, als ze niet genoeg energie in hun accu's hadden, op ongeveer 10 meter diepte. Lege accu's moesten tot die tijd ongeveer 24 uren boven water worden opgeladen, hetgeen risico met zich meebracht. Met de nieuwe snorkel bleven de U-boten onopgemerkt door de vijandelijke radar en werd het voor de geallieerden moeilijker om ze op te sporen. Alleen tijdens radiocontact moesten de U-boten opduiken.

## Aanvallen op deU 107
- 28 juli 1943 – Tijdens hun patrouille, samen met een andere U-boot uit Lorient, werden ze aangevallen door geallieerde vliegtuigen, maar konden zonder schade ontsnappen.[1]
- 5 januari 1944 – In de Golf van Biskaje werd de U-boot 's nachts aangevallen door een vliegtuig. Hij bereikte drie dagen later de haven van Lorient.[2]
- 7 januari 1944 – De U-107 werd viermaal aangevallen (omstreeks 00:08, 00:40, 01:04 en om 01:20) door Liberator-vliegtuigen. De U 107 verdedigde zich met zijn luchtafweergeschut. De boot leed geen schade en er vielen geen Duitse slachtoffers.

## Commandanten
- 8 oktober 1940 – 1 december 1941: Korvetkapitein Günter Hessler (Ridderkruis)
- 1 december 1941 – 6 juni 1943: Kapitein-luitenant-ter-zee Harald Gelhaus (Ridderkruis)
- juli 1943 – ? augustus 1944: Kapitein-luitenant-ter-zee Volker Simmermacher
- ?–18 augustus 1944: Luitenant-ter-zee Karl-Heinz Fritz

## Carrière
- 8 oktober – 31 december 1940: 2. Unterseebootsflottille (training)
- 1 januari 1941 – 18 augustus 1944: 2. Unterseebootsflottille (frontboot) – 14 patrouilles

## Successen
- 37 schepen tot zinken gebracht voor een totaal van 207.375 BRT
- 2 oorlogsschepen tot zinken gebracht voor een totaal van 10.411 BRT
- 3 schepen beschadigd voor een totaal van 17.392 BRT
- 1 oorlogsschip beschadigd voor een totaal van 8.246 BRT

## Ondergang
De U 107 werd op 18 augustus 1944 in de Golf van Biskaje, ten westen van La Rochelle in positie 46° 46′ 0″ NB, 3° 49′ 0″ WL door dieptebommen van een Britse Sunderland-bommenwerper (Squadron 201/W) vernietigd. Alle 58 opvarenden, waaronder luitenant-ter-zee Karl-Heinz Fritz, vonden de dood.